# Hölloch
Hölloch, parfois orthographié Höllloch, est une grotte suisse située dans la Muotatal (district de Schwytz, canton de Schwyz), entre la rivière Muota et le col de Pragel. En 2023, sa longueur développée connue est de 210 kilomètres environ et sa profondeur totale est de 1 033 mètres, ce qui en fait la onzième plus longue cavité souterraine naturelle du monde et la deuxième en Europe, après la grotte Optimiste (Оптимістична печера /  Optymistytchna petchera) en Ukraine,. Un lien avec le réseau du Silberensystem permettrait d'ajouter 39 kilomètres au système et un dénivelé total de 1 654 mètres.  

## Historique
La grotte est découverte en 1875 par un fermier du nom de Alois Ulrich. Cependant, la plus grande partie de l'exploration de la grotte a été menée par Alfred Bogli. La longueur des galeries explorées est passée de 25 kilomètres en 1952, à 100 kilomètres en 1968. Il s'agissait alors de la première grotte au monde à dépasser les 100 kilomètres de galeries explorées.
Jusqu'en 1970, elle détenait le record de la grotte la plus longue du monde, avant d'être détrônée par le réseau de Mammoth Cave aux États-Unis, puis progressivement par dix autres cavités.